# Agustí Julbe Bosch
Agustí Julbe Bosch   (Barcelona, 3 de maig de 1972) és un entrenador de bàsquet català.
Format al Sant Josep de Badalona, la temporada 1995-96 va dirigir el júnior del CB Cornellà i va ser assistent del primer equip a la lliga EBA.
El 1997 va entrenar l'equip júnior del Joventut de Badalona, i la temporada següent (1997-1998) va ser assignat assistent del primer equip on el seu germà Alfred era el primer entrenador. Superada aquesta etapa, va tornar al cadet de l'equip verd i negre. L'any 2001 va entrar a formar part de l'estructura de el CB Girona, on va exercir de coordinador de la base.
La temporada 2004/05 va dirigir al CB Olesa de nou a l'EBA, i la 2007/08, Julbe va entrenar a l'equip júnior del CB Blanes.
De 2008 al 2013 va estar al FC Barcelona com a segon entrenador de Xavi Pascual.
La temporada 14/15 fou l'entrenador del CB Prat i el 2015 va marxar al Saski Baskonia com ajudant de Velimir Perasović. També fou el seu segon entrenador, a l'Anadolu Efes turc, del 2016 fins al desembre del 2017.
De juliol a octubre de 2018 va entrenar el Baloncesto Fuenlabrada, i el desembre d'aquell mateix any va marxar a l'Herbalife Gran Canaria com a segon entrenador de Víctor García.
El novembre del 2020 es va anunciar el seu fitxatge, com a entrenador principal, pel Zamalek egipci.